# 샬피와 로스크바

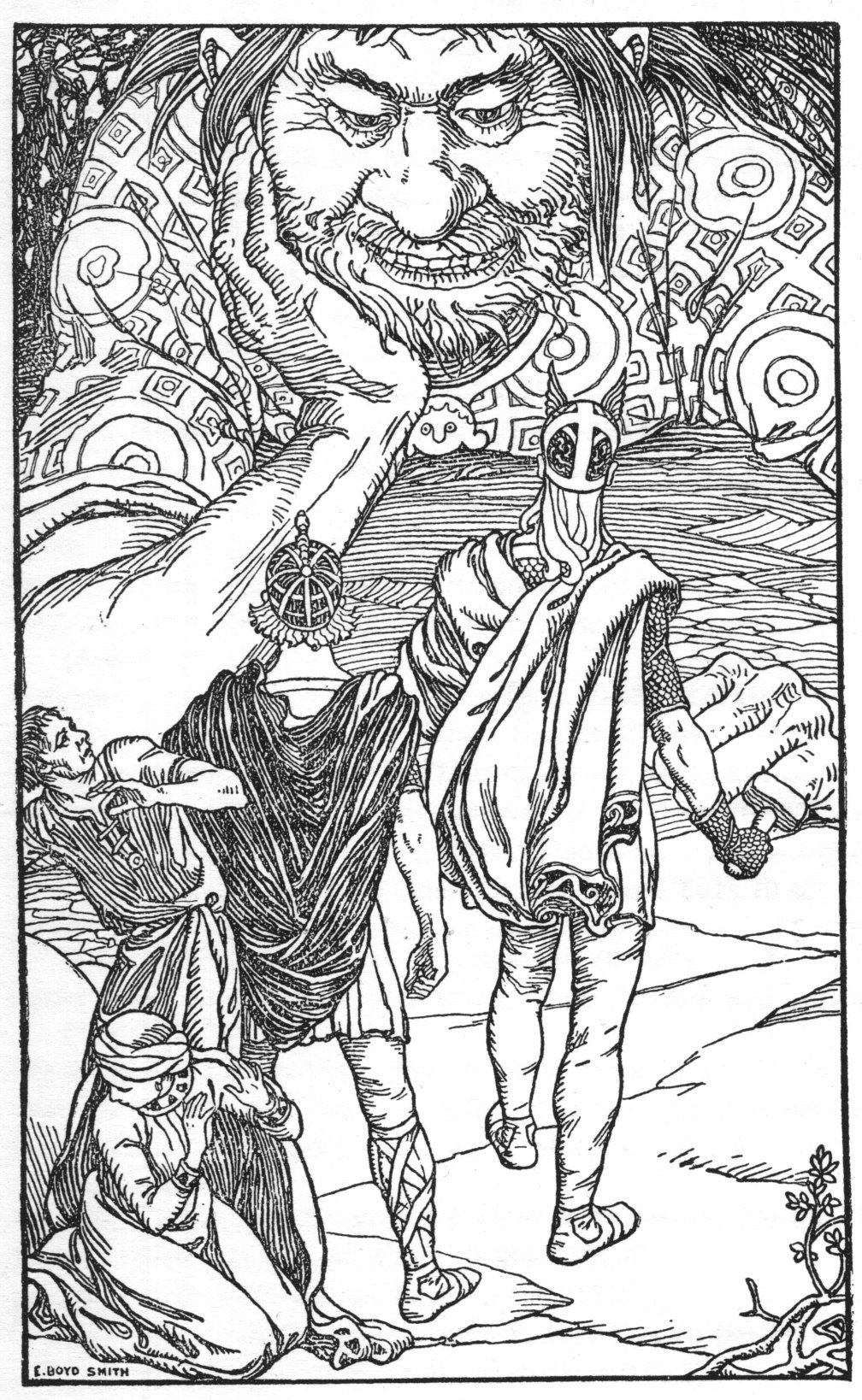
토르와 로키가 스크뤼미르를 마주하는 사이 샬피와 로스크바는 뒤에서 겁에 질려 있는 모습.

샬피(고대 노르드어: Þjálfi)와 로스크바(고대 노르드어: Rǫskva)는 노르드 신화에 나오는 토르의 두 시종으로, 샬피는 남자고 로스크바는 여자다. 《고 에다》에서는 샬피만 딱 한 번 언급되고, 《신 에다》에서는 샬피와 로스크바 모두 언급된다.
《고 에다》에서는 토르가 샬피가 암늑대들에게 쫓기던 이야기를 회상하는 장면이 있는데 더 이상의 정보는 주어지지 않는다. 《신 에다》에서 샬피와 로스크바는 어느 농부 부부 사이에서 태어난 남매이다. 어느 날 밤 토르와 로키가 이들 가족의 농가에서 묵으면서 탕그리스니르와 탕그뇨스트를 잡아 집주인 가족과 나눠 먹었다. 그런데 샬피가 염소 다리뼈 하나에서 골수를 빨아먹었고, 토르가 다음날 아침 두 염소를 부활시켰더니 염소 한 마리가 절름발이가 되어 있었다. 그래서 토르는 샬피와 로스크바를 시종으로 삼아 개값을 물게 했다.
농장을 떠난 토르, 로키, 샬피, 로스크바는 요툰헤임의 넓은 숲으로 향하고, 거기서 스크뤼미르를 만난다.